# Аббраччавакка, Мео
Бартоломео (Meo) Аббраччавакка (итал. Bartolomeo (Meo) Abbracciavacca; ум. до 1313) — итальянский поэт XIII — начала XIV веков, представитель сицилийско-тосканской школы.

## Биография
Вероятно, родился в Пистое, сын Аббраччавакки ди Гвидотто из гибеллинского семейства Раньятичи, о которых есть упоминания между 1236 и 1283 годами. Возможно, был изгнан со всей семьёй после прихода к власти гвельфов.
Совершил поездку во Францию, о которой упоминает в сонете к Гвиттоне д'Ареццо. Был одним из самых преданных подражателей Гвиттоне, с которым часто обменивался сонетами и прозаическими посланиями. В этих сонетах, следуя распространившейся моде на каламбуры поэты обыгрывают значение фамилии Аббраччавакка (букв. «обними корову»).
Умер между 1300 и 1313.
Стиль произведений содержит характерные особенности, заимствованные тосканцами из поэзии сицилийской школы и трубадуров. Поэтическое наследие состоит из трёх канцон и девяти сонетов.

## Канцоны
- Sovente aggio pensato di tacere
- Madonna, vostr’altèra canoscenza
- Considerando l’altèra valenza

## Сонеты
- Vacche né tora pió neente bado
- A scuro loco conven lume clero (к Дотто Реали)
- Parlare scuro, dimandando, dove (к Дотто Реали, с посланием)
- Vita noiosa, pena soffrir làne (к Андреа Монте)
- Non volontà, ma omo fa ragione (к Биндо д’Алессио Донати, с посланием)
- Amore amaro, a morte m' hai feruto (к Гвиттоне д’Ареццо)
- Se 'l filosofo dice: È necessaro (к Гвиттоне д’Ареццо)
- Poi sento ch’ogni lutto da Dio tegno (к Гвиттоне д’Ареццо, с посланием)
- Pensando ch’ogni cosa aggio da Dio (к Гвиттоне д’Ареццо, с посланием)